# Iveco Losot-Terrier

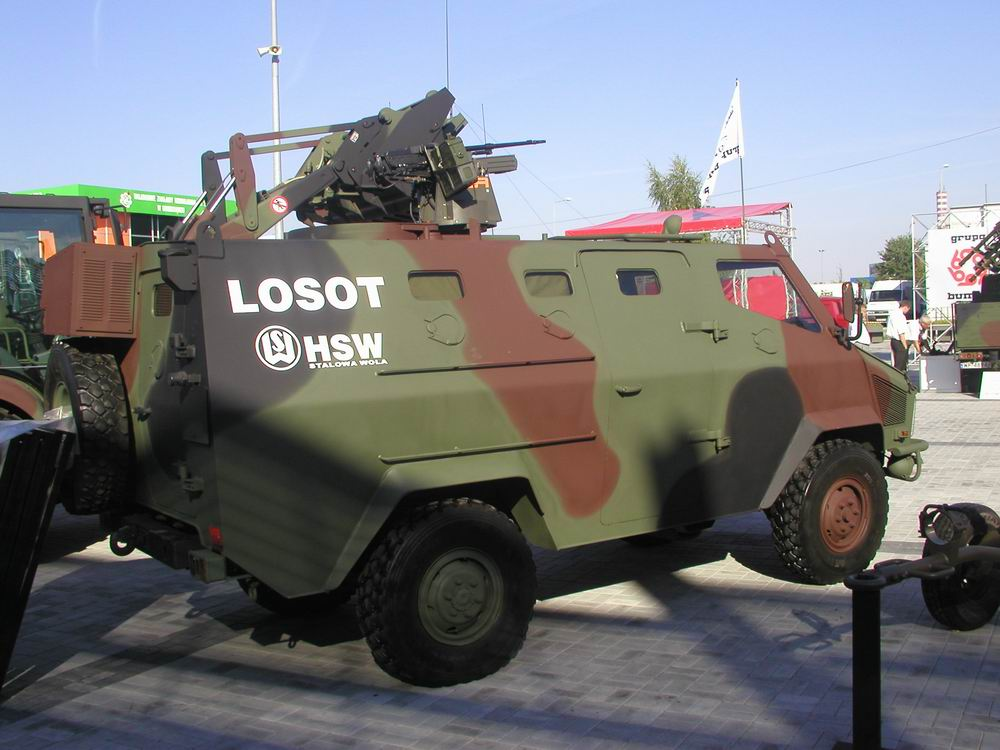
LOSOT na MSPO 2005

IVECO Losot-Terrier – lekko opancerzony samochód osobowo-terenowy, umożliwiający transport ośmioosobowej załogi. Jest to standardowo produkowany pojazd, bazujący na podwoziu IVECO 40.12, powstały w wyniku wspólnego projektu IVECO, KMW oraz WZM. Ze swoim przestronnym przedziałem załogi, jest idealnie dopasowany dla wojska, może też służyć jako policyjny lub cywilny pojazd interwencyjny.

## Wyposażenie pomocnicze
- Układ ogrzewania i klimatyzacji.
- Urządzenie filtrowentylacyjne.
- Automatyczny system gaśniczy kół jezdnych i komory silnika.
- Wkładki w oponach umożliwiające jazdę po przestrzeleniu.
- Zbiornik paliwa oraz akumulatory chronione wewnątrz opancerzonego wnętrza.
- Wskaźnik GPS.
- Radiostacja.
- Cztery środkowe siedzenia składane na boki dla zwiększenia przestrzeni transportowej.

## Dane techniczne
- Masa bojowa 4,3 t.
- Dopuszczalna masa całkowita 5,0 t.
- Moc silnika 110 kW (150 KM).
- Współczynnik mocy jednostkowej 18 kW/h.
- Prędkość maksymalna 100 km/h.
- Załoga 1+7
- Zasięg jazdy 400 km.
- Głębokość brodzenia 700 mm.

## Wymiary
- Długość kadłuba (wraz z kołem zapasowym) 5300 mm.
- Szerokość (bez lusterek zewnętrznych) 2094 mm.
- Wysokość całkowita (bez podstawy mocowania w km) 2230 mm.